# Eucranium arachnoides
Eucranium arachnoides là một loài bọ cánh cứng trong họ Bọ hung (Scarabaeidae).